# Nannie Doss
Pour les articles homonymes, voir Doss.
 (juin 2017).
Si vous disposez d'ouvrages ou d'articles de référence ou si vous connaissez des sites web de qualité traitant du thème abordé ici, merci de compléter l'article en donnant les références utiles à sa vérifiabilité et en les liant à la section « Notes et références ».
Nannie Doss, née Nancy Hazel le 4 novembre 1905 à Blue Mountain dans l'Alabama et morte le 2 juin 1965 à McAlester dans l'Oklahoma, est une tueuse en série américaine.

## Biographie
Elle est responsable du décès de onze personnes entre les années 1920 et 1954. Elle a finalement été démasquée en octobre 1954, quand son cinquième mari est mort dans un petit hôpital de Tulsa dans l'Oklahoma. En tout, elle a tué quatre de ses cinq maris en les empoisonnant avec de la mort aux rats mélangée à leur nourriture, elle est également responsable de la mort de deux enfants, une sœur, sa mère, deux petits-fils et sa belle-mère. On lui a donné le surnom de la « mamie riant nerveusement » et de « veuve noire gaie ».
Doss a été condamnée à la prison à perpétuité en 1955. Lors de son procès, elle a indiqué qu'elle n'avait pas tué pour obtenir les polices d'assurance qu'elle avait souscrites pour ses victimes. Elle dit avoir tué pour « l'amour vrai ». Elle est morte de leucémie dans sa cellule, dix ans après être entrée en prison.